# Wilhelm von Alhaus
Wilhelm von Alhaus (* 10. August 1716 in Ahlhausen, heute zu Ennepetal; † 26. Mai 1794 in Rheine) war Kreuzherr und Weihbischof in Münster und Osnabrück.

## Leben
Johann Wilhelm von Alhaus wurde als Sohn des gleichnamigen bergischen Kämmerers und Vizedrosten geboren. Seine Mutter war Adriana Christina Hertzig.
Er trat 1734 in den Orden vom Heiligen Kreuz im Kloster Bentlage ein und legte 1735 die erste Profess ab. Am 5. Juni 1737 erhielt er die erste Tonsur und die niederen Weihen. Am 21. September desselben Jahres wurde er in der Nicolaikapelle auf dem Domhof in Münster zum Subdiakon, am 20. September 1738 zum Diakon geweiht. Am 19. September 1739 empfing er die Priesterweihe. Alle Weihen nahm der Weihbischof Ferdinandus Oesterhoff vor.
1756 war Alhaus Prior des Klosters. Clemens August I. von Bayern, unter anderem Fürstbischof von Münster, bat Alhaus am 28. Februar 1758, Weihbischof der Diözese zu werden. Diesem Wunsch entsprach Alhaus, die Ernennungsurkunde von Papst Clemens XIII. ist auf den 2. Oktober 1758 datiert. Sein Titularbistum war Arad. Die Bischofsweihe erfolgte am 4. Februar 1759 in der Paderborner Jesuitenkirche durch den Paderborner Weihbischof Franz Josef von Gondola. Ihm assistierten die Äbte von Abdinghof und Hardehausen.
Nach dem Tod des Bischofs von Münster und dessen Requiem trat Alhaus am 20. März 1761 das Amt des Kapitularvikars der Diözese Münster an. Auf Befehl der alliierten Kommandantur Münster – man befand sich im Siebenjährigen Krieg – musste Alhaus die Stadt am 17. September 1762 verlassen und zog sich ins Kloster Bentlage zurück.
Der neue Bischof von Münster, Maximilian Friedrich von Königsegg-Rothenfels, bestätigte ihn als Weihbischof in Münster und ernannte ihn am 3. September 1764 auch zum Weihbischof im Bistum Osnabrück. Alhaus hatte sein Priorat in Bentlage bereits am 16. April des Jahres niedergelegt und wählte Rheine, wegen der Nähe zu Münster und Osnabrück, als Residenz.
Alhaus starb im Alter von 77 Jahren und wurde zwei Tage später in der Pfarrkirche St. Dionys zu Rheine beigesetzt.

## Weihehandlungen
Das Weiheregister des Bischofs ist bruchstückhaft erhalten geblieben. Die meisten Weiheakte vollzog er in der Pfarrkirche St. Dionysii in Rheine oder in der Marienkapelle, die auch als Bönekerskirche bekannt ist. Vom 18. März 1763 bis zum 6. März 1768 weihte er 71 Tonsuristen, 317 Minoristen, 313 Subdiakone, 314 Diakone und 309 Priester. Von 1782 bis 1794 weihte er 379 Tonsuristen, 392 Minoristen, 424 Subdiakone, 514 Diakone und 522 Priester. Bei einem Besuch seines Bruders in Elberfeld firmte er in der dortigen Pfarrkirche am 26. Juni 1778 zahlreiche Gläubige.
Besonders zu nennen sind die folgenden Weihehandlungen:
- 1764: Klosterkirche des Klosters Hohenholte
- 1774: Wilhelmus Crone zum Abt von Marienfeld
- 1779: Bernard Overberg zum Priester
- 1785: Stephanus Pöttken zum Abt von Marienfeld
- 1793: Kaspar Maximilian von Droste-Vischering zum Priester

## Ehrungen
- In Rheine-Bentlage ist die Weihbischof-D’Alhaus-Straße nach Wilhelm von Alhaus benannt.